# 高橋其三
高橋 其三（たかはし きぞう、1878年（明治11年）12月13日 - 1934年（昭和9年）11月23日）は、日本の宮内官僚。判事、検事。宮中顧問官。

## 経歴
長野県上伊那郡高遠町（現在の伊那市）出身。旧高遠藩士・山崎就正の次男に生まれ、のち高橋佐次郎の養子となる。1904年（明治37年）、東京帝国大学法科大学独法科を卒業。司法官試補となり、東京区裁判所検事代理、東京地方裁判所検事、東京区裁判所検事、東京地方裁判所判事、横浜区裁判所判事、横浜地方裁判所判事、東京地方裁判所判事、東京控訴院判事を歴任。1913年（大正2年）、帝室会計審査官に転じ、帝室会計審査局主事、宮内事務官、内匠寮経理課長、宮内書記官、帝室林野局次長を歴任した。1930年（昭和5年）より宮中顧問官・久邇宮別当を務めた。